# International Standard Name Identifier
| International Standard Name Identifier (ISNI) |
| --- |
| Logotyp använd av ISNI. - Betydelse – internationellt system för identifikation av innehållsskapare i medier - Antal siffror – 16 - Bakgrund – 15 mars 2012 - Organisation – ISNI-IA - Webbplats – isni.org |

International Standard Name Identifier, förkortat ISNI, är ett system för unika ID-nummer för författare eller andra som ger bidrag till media som böcker, tidningar, tidskrifter, radio eller TV. Ett ISNI-nummer består av 16 siffror i fyra grupper och fungerar som en sorts auktoritetsdata.

## Funktion
ISNI-systemet utvecklades under Internationella standardiseringsorganisationen (ISO) som ISO-standard nummer 27729 och används sedan 2012. En av poängerna är att en person eller annan innehållskapare (inkluderar även juridiska personer) som uppträder under flera namn eller pseudonymer, identifieras i systemet med endast ett nummer, och att endast en person kan motsvara ett nummer. Pseudonymer – inklusive författarnamn – kan hanteras via separata ID-nummer, men då specificeras detta i personens huvudsakliga ID-post.
Genom användandet av 16 siffror kan upp till 1 biljard minus 1 identiteter hanteras i systemet; den sextonde siffran är en kontrollsiffra. Som en jämförelse har cirka 117 miljarder människor någonsin fötts, totala antalet webbplatser som skapats drygt 1 miljard och antalet unika böcker som tryckts sedan 1400-talet cirka 130 miljoner.
En del ISNI-nummer innehåller ett X på platsen för den sextonde siffran. Detta motsvarar talet 10, eftersom algoritmen som hanterar kontrollsiffran tillåter användandet av siffror. från 0 till 10.

## Historik

### Bakgrund och lansering
ISNI-systemet etablerades sent 2011, som en konsolidering av data från det befintliga VIAF-systemet (Virtual International Authority File). Detta var då ett samarbete mellan 19 olika nationalbibliotek och 15 andra grupper och deras databaser för auktoritetsdata kring böcker och innehållsskapare. Här samarbetade organisationer för rättighetshantering, fackföreningar, statliga myndigheter och företag inom förlagsbranschen och annan utgivning. Därutöver samordnas samarbetet även med det akademiska och forskningsbaserade ORCID-systemet, vars sextonsiffriga ID-kod utgörs av en reserverad siffersvit inom ISNI.
ISNI lanserades officiellt i mars 2012 och hade redan då fördelat över 1 miljon ID-nummer. Systemet har sedan dess förvaltats av ISNI International Agency (ISNI-IA), en landsövergripande och ideell institution grundad av organisationerna CISAC, IFRRO, IPDA, Proquest (med Bowker), OCLC och CENL (Conference of European National Librarians, representerad av  franska BnF och British Library). Vid starten representerade detta konsortium drygt 26 000 större bibliotek i olika länder, liksom 300 organisationer som hanterar upphovsrätt. Själva nummertilldelningen sker via ISNI Registration Authority (RA), en enhet som utses av ISO.

### Framväxt och användning
Fram till 2014 utökades antalet ISNI-nummer till drygt 8 miljoner, oräknat den knappa miljon ORCID-poster som skapats under samma tidsrymd. ORCID-systemet hade skapats under hösten 2012, som det första storskaliga försöktet att samordna identifikation av publicerade forskningsresultat. Fram till våren 2023 har drygt 15 miljoner ISNI-identiteter tilldelats, varav individer då stod för 13,3 miljoner och det övriga bestod av organisationer. Av individerna klassificerades cirka 3 miljoner som forskare.
ISNI-numret existerar parallellt med VIAF-ID och olika nationella ID-nummer samordnade via VIAF-systemet. Det publiceras bland annat i många artiklar på Wikipedia, på svenskspråkiga Wikipedia via {{Auktoritetsdata}}. Hanteringen på Wikipedia samordnas via databasen Wikidata, där man fram till oktober 2023 skapat drygt 107 miljoner Wikidataobjekt för olika unika personer, verk, begrepp och andra fenomen.
Följande tabell listar summan av det totala antalet tilldelade ISNI-nummer i olika kategorier. Detta listas för totalen, individer och forskare som antal miljoner, för organisationer som antal organisationer.
| Datum      | Identiteter (M) | Individer (M) | Forskare (M) | Organisationer |
| ---------- | --------------- | ------------- | ------------ | -------------- |
| 2017-08-05 | 9,41            | 8,757         | 2,606        | 654 074        |
| 2018-04-19 | 9,86            | 9,15          | 2,86         | 714 401        |
| 2018-07-11 | 10              | 9,28          | 2,87         | 717 204        |
| 2018-08-13 | 10              | 9,32          | 2,87         | 717 795        |
| 2018-10-17 | 10              | 9,39          | 2,87         | 719 010        |
| 2018-12-05 | 10              | 9,4           | 2,88         | 826 810        |
| 2019-03-11 | 10              | 9,59          | 2,88         | 864 999        |
| 2019-06-21 | 10,5            | 9,6           | 2,88         | 876 017        |
| 2019-11-27 | 10,92           | 10,01         | 2,89         | 908 299        |
| 2020-02-13 | 11,02           | 10,11         | 2,91         | 912 991        |
| 2020-10-20 | 11,51           | 10,45         | 2,91         | 1 062 333      |
| 2021-05-30 | 12,22           | 11,10         | 2,93         | 1 119 480      |
| 2021-11-17 | 14,38           | 12,79         | 2,94         | 1 591 038      |
| 2022-09-01 | 14,7            | 13,11         | 2,97         | 1 645 434      |
| 2022-12-25 | 14,8            | 13,21         | 2,97         | 1 680 892      |
| 2023-05-10 | 15              | 13,3          | 2,98         | 1 705 025      |